# Багратиони-Давитишвили, Анастасия Александровна
Княжна Анастасия (Тасо) Александровна Багратиони-Давитишвили (груз.: ანასტასია ბაგრატიონ-დავითიშვილი; род. 1869 - ум. 1917, Абастумани) — грузинская общественная деятельница, первая грузинская модель.

## Происхождение
Из кахетинской ветви грузинского царского рода Багратионов, князей Багратиони-Давитишвили, прямой потомок последнего законного монарха единого Грузинского царства, Георгия VIII. Род Багратиони-Давитишвили был одним из высокопоставленных княжеских родов Картлийского Царства с собственным удельным княжеством — Садавитишвило ликвидированным в 1801 году в связи с вхождением Картли-Кахетинского царства в состав Российской империи.

## Биография
Была председателем Тифлисского отделения Общества распространения грамотности среди грузин.  
Внесла вклад в развитие грузинского театра. 
Сестра князя Георгия Багратион-Давитишвили, тифлисского губернского предводителя дворянства (1906—1913).

## Семья
Была замужем за писателем и общественным деятелем князем Иване Мачабели. От этого брака двое детей:
1. Николоз
2. Елена